# Seznam nemških plesalcev
Seznam nemških plesalcev.

## B
- Pina Bausch
- Heinz Bosl

## C
- Alexander Camaro

## G
- Tatjana Gsovsky
- Victor Gsovsky

## H
- Reinhild Hoffmann
- Hanya Holm

## J
- Kurt Jooss

## K
- Birgit Keil
- Alice Kessler
- Ellen Kessler
- Vladimir Klos

## L
- Marcel Luipart

## P
- Gret Palucca

## R
- Leni Riefenstahl

## V
- Konstanze Vernon

## W
- Sasha Waltz
- Mary Wigman